# Saint-Avit-les-Guespières
 Saint-Avit-les-Guespières  là một xã của tỉnh Eure-et-Loir, thuộc vùng Centre-Val de Loire, miền bắc nước Pháp.